# Ippostrato di Crotone
Ippostrato di Crotone (in greco antico: Ἱππόστρατος?, Hippostratos; Crotone, ... – Crotone, dopo il 560 a.C.) è stato un atleta greco antico.

## Biografia
Cittadino di Crotone, Ippostrato è ricordato per aver vinto due edizioni dei Giochi Olimpici: la LIV olimpiade nel 564 a.C. e la LV nel 560 a.C., entrambe nella specialità dello stadion.